# 藤原良経 (平安時代中期の貴族)
藤原 良経（ふじわら の よしつね、長保3年（1001年） - 康平元年8月2日（1058年8月23日））は、平安時代中期の貴族。藤原北家、権大納言・藤原行成の子。官位は正四位下・越前守。

## 経歴
三条朝初頭の寛弘8年（1011年）元服し、従五位下に叙爵。のち、左兵衛佐・少納言を歴任した。
後一条朝に入ると、尾張権守に任ぜられ、これを10年近くに亘って務める。またこの間の万寿3年（1026年）陪膳の当番だったが伺候しなかったため、式部大輔・藤原資業とともに殿上簡を除かれた。のち、左馬頭・皇后宮権大夫と京官を務め、後朱雀朝初頭の長暦3年（1038年）には正四位下に叙せられている。
その後は、伯耆守・越前守と後朱雀朝後半から後冷泉朝にかけて受領を歴任した。
康平元年（1058年）8月2日卒去。享年58。最終官位は前越前守正四位下。

## 官歴
- 寛弘8年（1011年） 8月23日：元服[2]。日付不詳：従五位下
- 長和2年（1013年） 11月28日：見左兵衛佐[3]
- 長和5年（1016年） 2月7日：見少納言[4]
- 寛仁2年（1018年） 3月：見尾張権守[5]
- 万寿3年（1026年） 10月19日：見尾張権守[6]
- 長元5年（1032年） 2月19日：見左馬頭[6]
- 長暦3年（1038年） 12月14日：正四位下（皇后宮御給）[7]
- 永承2年（1042年） 2月7日：見伯耆守[8]
- 時期不詳：皇后宮権大夫。陸奥守。越前守[9]
- 康平元年（1058年）8月2日：卒去[9]（前越前守正四位下[10]）

## 系譜
注記のないものは『尊卑分脈』による。
- 父：藤原行成
- 母：源泰清の娘
- 妻：藤原隆光の娘
  - 男子：藤原仲房（?-1052）[11]
  - 男子：藤原伊家
  - 男子：良意（1034-1103）[12]
- 妻：源長経の娘[13]
  - 男子：経範
- 生母不詳の子女
  - 男子：藤原師保(平安時代中期)
  - 男子：隆覚
  - 男子：経寿